# Flavio Afranio Siagrio
Flavio Afranio Siagrio (latino: Flavius Afranius Syagrius; fl. 369-382) è stato un politico romano di età imperiale, console nel 382.

## Biografia
Afranio era membro della famiglia dei Syagrii, parte della aristocrazia gallo-romana e originaria di Lione. È nota l'esistenza di un suo parente, di nome Flavio Siagrio, attivo politicamente in quegli stessi anni, ma le fonti non permettono di distinguere con certezza le due carriere.
Nel 369 Afranio era notarius, quando l'imperatore Valentiniano I lo rimosse dall'incarico, a seguito del fallimento di un'operazione militare: Afranio si ritirò quindi a vita privata.
Non è noto quale ufficio tenesse in seguito, ma fece carriera sotto l'imperatore Graziano, forse per la sua amicizia col poeta Ausonio: era infatti magister memoriae nel 379, quando gli succedette un certo Teodoro. Nello stesso anno fu proconsole in Africa; divenuto prefetto d'Italia (18 giugno 380-primavera 382), nel 381 ottenne l'importante incarico di praefectus urbi a Roma. Nel 382 divenne console.